# Peucedanum mirabile
Peucedanum mirabile är en flockblommig växtart som beskrevs av H.Wolff. Peucedanum mirabile ingår i släktet siljor, och familjen flockblommiga växter. Inga underarter finns listade i Catalogue of Life.